# Temesváry János (hegedűművész)

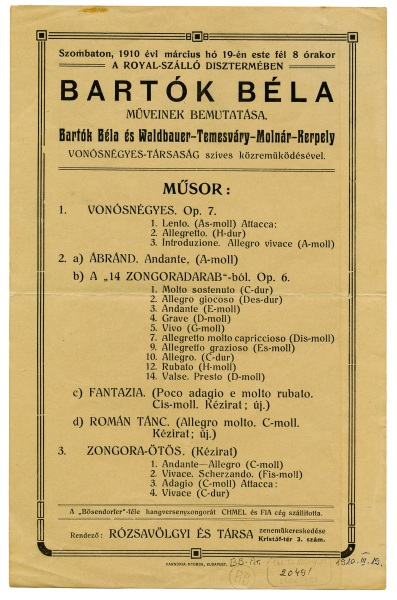
A vonósnégyes 1910-es Bartók-estjének plakátja

Temesváry János (Szamosújvár, 1890. december 12. – Budapest, 1964. november 8.) hegedű- és brácsaművész, a Waldbauer–Kerpely-vonósnégyes alapító tagja. Érdemes művész (1956).

## Életútja
Az erdélyi örmény Temesvári család leszármazottja. 
Édesapja postamester volt. Már hatévesen fellépett Kolozsvárott. Tizenhétévesen iratkozott be a budapesti Zeneakadémiára Hubay Jenő növendékeként 1911-ben kapott hegedűművész-tanári oklevelet.
Az 1909-ben megalakult Waldbauer–Kerpely-vonósnégyes egyik alapítója második hegedűsként, 1940-ig az együttes tagja. 
Hegedűtanár volt 1910–11-ben a Fodor Zeneiskolában, 1912–14-ben a székesfővárosi zenetanfolyamok keretében, 1914-től a Nemzeti Zenede helyettes, 1916-tól rendes tanára. 1922-től 1935-ig igazgatta a Postás Zeneiskolát, majd 1959-ig a Zeneművészeti Főiskolán tanított. 1927 és 1960 között az Operaház zenekarának szólóbrácsása volt, ekkor nyugdíjba vonult. 
1927-től 1944-ig a Zeneszerzők Országos Szövetségének, 1931 és ’34 között a Budapesti Filharmóniai Társaság ügyvezető alelnöke, 1945-ben Vasvári Istvánnal közösen hozták létre a Hivatásos Zenészek Szakszervezetét, ennek 1952-ig elnöke is volt.
Rendszeresen írt zenekritikákat, cikkeket.

## Díjai, elismerései
- 1910 – Reményi-díj
- 1948 – Magyar Köztársasági Érdemérem, arany fokozat
- 1949 – Magyar Népköztársasági Érdemérem, arany fokozat[6]
- 1956 – Érdemes művész

## Forrás
- Brockhaus Riemann zenei lexikon. Szerk. Carl Dahlhaus és Hans Heinrich Eggebrecht. A magyar kiad. szerk. Boronkai Antal. Budapest, 1985. Zeneműkiadó. III. köt. 501. l. ISBN 9633305403
- Szabolcsi Bence–Tóth Aladár: Zenei lexikon. Átd. új kiad. Főszerk.: Bartha Dénes. Szerk.: Tóth Margit. Budapest, 1965. Zeneműkiadó. III. köt. 499. l.
- Magyar életrajzi lexikon II. (L–Z). Főszerk. Kenyeres Ágnes. Budapest: Akadémiai. 1969.